# Angelo d'Arrigo
Angelo d'Arrigo (Catania, 3 aprile 1961 – Comiso, 26 marzo 2006) è stato un aviatore e deltaplanista italiano.
Detiene vari primati mondiali di volo sportivo.

## Biografia

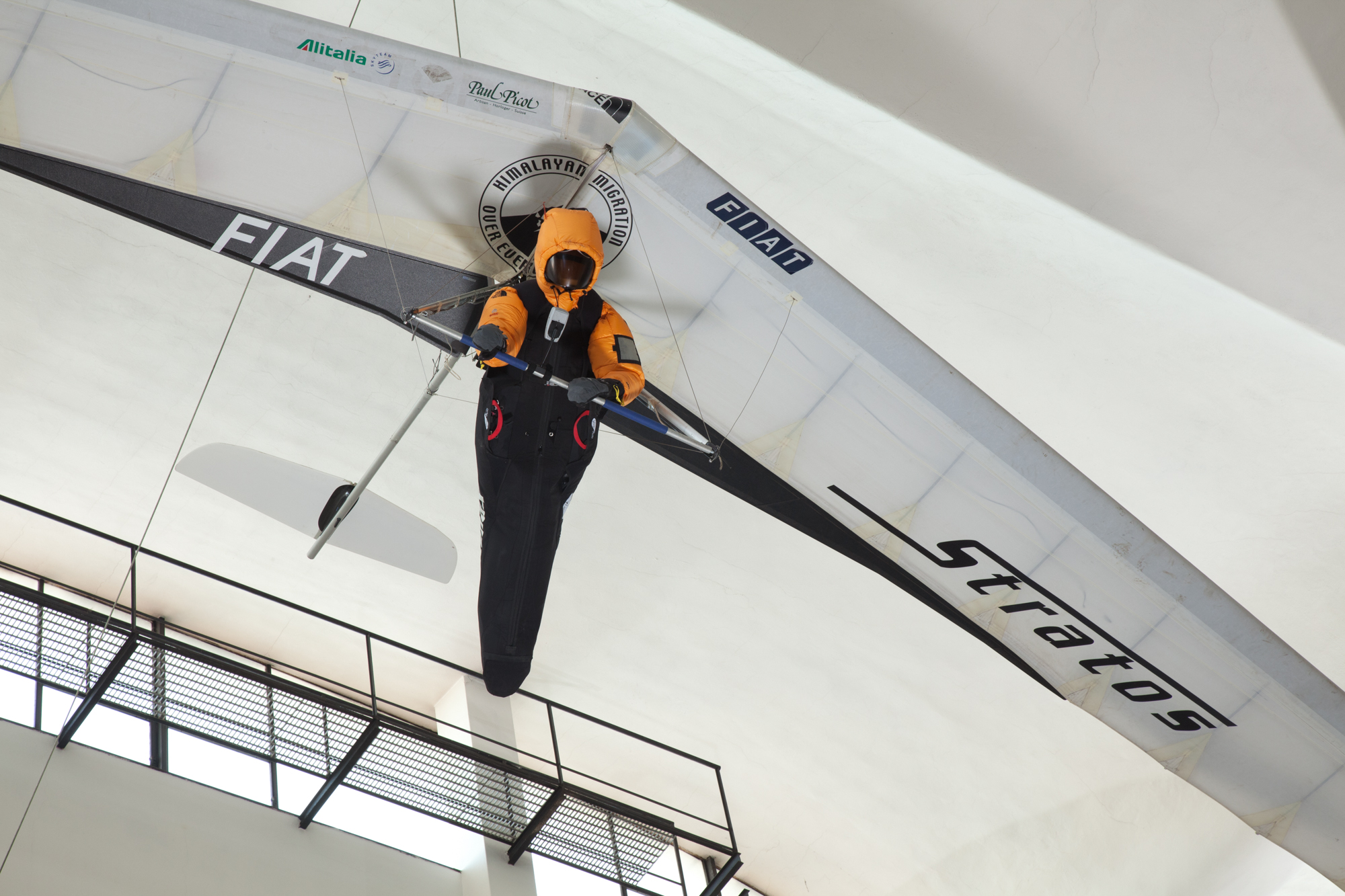
Deltaplano Icaro Stratos ad ala rigida con cui D'Arrigo ha stabilito il nuovo record di quota nella categoria volo a vela sorvolando l'Everest (24 maggio 2005). Esposto al Museo nazionale della scienza e della tecnologia Leonardo da Vinci di Milano.

Laureato all'Università dello Sport di Parigi nel 1981, dopo aver ottenuto i brevetti di istruttore di volo libero con deltaplano e parapendio, di guida alpina e di maestro di sci, si distingue in gare internazionali vincendo campionati mondiali ed europei di volo libero. Abbandona poi il circuito agonistico dedicandosi a progetti che uniscono la sua passione per il volo con la ricerca scientifica aeronautica e sugli uccelli migratori, segnando vari record mondiali di traversata in volo senza motore.
Nel 2001 sorvola il Sahara e il Mar Mediterraneo seguendo la rotta dei falchi migratori.
Nel 2002 compie la traversata in deltaplano sulla Siberia. Il progetto, in collaborazione con il Russian Research Institute for Nature and Protection di Mosca, vede d'Arrigo guidare per 5.300 km uno stormo di gru siberiane, specie in via d'estinzione, nate in cattività, reintroducendole così nel loro habitat naturale.
Nel 2004 vola sopra l'Everest con un'aquila nepalese, un altro record mondiale. L'avventura è raccontata in Flying over Everest di Fabio Toncelli. Nel 2006 segue la rotta migratoria dei condor sulle montagne dell'Aconcagua nella Cordigliera delle Ande.

### L'incidente e la morte
Muore nel 2006 in un incidente occorso durante una dimostrazione di volo a Comiso: l'aereo ultraleggero Sky Arrow 650 Tnt pilotato dal generale in pensione Giulio De Marchis, 63 anni, romano, su cui si D'Arrigo si trovava come passeggero, precipita da un'altezza di 200 metri a causa di uno stallo in virata.
Dopo la sua morte, il Liceo scientifico "Leonardo" di Giarre, su proposta del presidente del Consiglio d'Istituto, prof. Paolo Amato, ha intitolato ad Angelo D'Arrigo il vialetto antistante il prospetto dell'edificio scolastico.
La vedova Laura Mancuso ha istituito in sua memoria la Fondazione Angelo d'Arrigo, un organismo di formazione e beneficenza. In occasione di Etna Comics la fondazione assegna annualmente uno speciale premio "nel segno della cultura e della divulgazione scientifica".

## Sorvolo dell'Everest
Con l'ala Stratos Angelo D'Arrigo sorvola per la prima volta l'Everest (8848 m), il 24 maggio 2004. Il volo inizia da Syangboche (Nepal), alle ore 5:30 del mattino. Le condizioni meteo sono buone, a parte il vento che continua a soffiare in vetta, per provare a conquistare in deltaplano la vetta più alta del mondo. Angelo D'Arrigo parte con il suo deltaplano ad ala rigida, trainato da un ultraleggero dotato di motore Rotax 914, condotto da Richard Meredith, amico e compagno di avventura di Angelo in precedenti imprese.
Dopo il decollo i due puntano subito verso l'Ama Dablam (6856 m), superano il monte Nuptse (7864 m) risalendone in volo la parete nord e si dirigono verso il Lhotse (8516 m). Qui le turbolenze diventano ingestibili a causa della corrente a getto (vento ad alta quota che spazza la vetta dell'Everest). A soli 500 m dalla vetta un gigantesco gorgo d'aria spezza la cima che unisce i due compagni di viaggio e l'ultraleggero viene scaraventato verso il basso.
Dopo essersi liberato dal residuo del cavo di traino, con volo planato Angelo riesce a doppiare la cima dell'Everest, andata e ritorno. Subito incomincia la discesa. Un addensamento nuvoloso chiude la strada del ritorno, l'ossigeno nelle bombole scarseggia. Il posto migliore per atterrare è sul versante ovest del Khumbu (5050 m) dove il CNR italiano ha costruito la Piramide, un centro di studi e ricerche ad elevata altitudine.
La rarefazione dell'aria fa scendere il deltaplano a quasi 100 km/h, l'atterraggio è violento ma tutto va per il meglio e né D'Arrigo né l'ala riportano danni. D'Arrigo raggiunge la quota di 8990 m, la temperatura minima che deve sopportare è di 53 °C sotto zero. Vola ad una velocità tra i 100 e i 205 km/h. Alle 8:30 del 24 maggio 2004 Angelo D'arrigo è il primo uomo ad aver sorvolato l'Everest con un deltaplano.
La trasvolata, durata in tutto 4 ore e mezzo, ha richiesto due anni di studi e preparazione. Oltre allo studio della rotta, della conformazione topografica della zona da sorvolare, delle condizioni climatiche è stata necessaria una preparazione fisica e psicologica di altissimo livello, D'Arrigo si è sottoposto a test molto severi, collaborando con gli uomini del centro di medicina aeronautica e spaziale di Pratica di Mare (Roma). Qui è stata simulata, in camera ipobarica, la quota di 14 000 metri, altitudine ben superiore a quella necessaria a D'Arrigo per la sua impresa.
Anche la sua attrezzatura viene controllata con le più sofisticate tecnologie. Nella galleria del vento FIAT di Orbassano è stata studiata la posizione ottimale da tenere rispetto all'ala e al casco di volo, sottoponendo pilota e attrezzature a temperature di 42° sotto zero e velocità del vento superiore ai 100 km/h.
L'esemplare del deltaplano di D'Arrigo è in esposizione al Museo nazionale della scienza e della tecnologia Leonardo da Vinci di Milano.

## Nati per volare
La Doc Lab - National Geographic Channel, in associazione con Rai Uno, ha prodotto il documentario di Marco Visalberghi Nati per volare, dedicato ad Angelo d'Arrigo e alla sua battaglia per la salvaguardia dei condor, che è stato presentato in anteprima mondiale nel marzo 2007. Il documentario è stato trasmesso dalla televisione satellitare Discovery Channel. Della durata di 90 minuti, per i primi 2/3 racconta dell'anno passato da D'Arrigo a crescere, come un vero e proprio padre adottivo, due condor, la femmina Maya e il maschio Inca presi in uova ancora da schiudersi in Perù e cresciuti nella sua Sicilia a Fiumefreddo. D'Arrigo si prepara a volare con loro sopra i 10.000 metri di altitudine (per questo si allena quasi quotidianamente sulla sua montagna, l'Etna), per poi reintegrarli nel loro habitat naturale.

## Un angelo tra le nuvole
Il videogiornalista Emanuele Angiuli ha raccontato nel documentario Un angelo tra le nuvole, presentato alla 58ª edizione del Trento Filmfestival (29 aprile - 9 maggio 2010) due passaggi del suo “Progetto Metamorfosi”: il primo, un volo lungo le rotte dei rapaci migratori, che ogni primavera partono dal Sahara e attraversano il Mediterraneo fino a raggiungere il Nordeuropa; il secondo, la reintroduzione in natura di un gruppo di gru siberiane nate in cattività, con un viaggio attraverso la Siberia.

## Record
Angelo d'Arrigo è detentore dei seguenti record:
- Prima traversata in solitario del Mediterraneo in deltaplano a motore: Catania (IT) / Il Cairo (EG)
- Prima traversata in solitario del Sahara in deltamotore: Il Cairo (EG) / Casablanca (MA)
- Prima traversata del Sahara in deltaplano
- Prima traversata del Mediterraneo in deltaplano
- Prima traversata della Siberia in deltaplano
- Primo sorvolo dell'Everest in deltaplano
- Record di distanza deltamotore no stop: 1830 km
- Record di altitudine con deltamotore: 9100 m
- Record di altitudine con delta idrovolante: 6500 m
- Record di velocità ascensionale in deltamotore
- Record di altitudine in deltaplano argentina 7400 m

## Omaggi
- Il rapper e cantautore reggiano Murubutu nel 2016 pubblica l'album L'uomo che viaggiava nel vento, chiaro riferimento e omaggio all'aviatore Angelo d'Arrigo.[6]
- Lo scrittore e performer Nicholas Ciuferri gli ha dedicato una graphic novel disegnata da Francesco Carlini e uscita per la casa editrice Beccogiallo. Il titolo del volume è: Angelo D'Arrigo. L'uomo che volava nel vento[7]